# Charles Foley
Pour les articles homonymes, voir Foley.
Ne doit pas être confondu avec Charles Foleÿ (écrivain).
Charles Foley, né le 6 septembre 1930 à Lafayette dans l'Indiana et mort le 1er juillet 2013 à  St. Louis Park dans le Minnesota, est un inventeur américain, essentiellement connu pour être l'un des créateurs du jeu Twister, (avec Neil W. Rabens (en)), dans le courant des années 1960. Il est l'auteur de 97 brevets déposés au cours de sa carrière.

## Biographie
Natif de l'Indiana, il est embauché au milieu des années 1960 avec un collaborateur, Neil Rabens, par une entreprise de design de St Paul (Minnesota) ayant décidé d'élargir ses activités dans le domaine des jeux et des jouets.
Les deux hommes, décidés à créer un jeu qui "animerait les fêtes", inventent alors le twister qui connaît un grand succès. Il consiste à déployer un tapis sur lequel se trouvent plusieurs pastilles de couleurs différentes. Une aiguille indique aux joueurs sur quelles couleurs placer leurs pieds et leurs mains. L'animateur Johnny Carson et l'actrice Eva Gabor sont les premiers à tester l'invention lors d'une émission du programme télévisé The Tonight Show en 1966. Le succès est phénoménal. 
Au départ, le jeu était connu sous le nom de Pretzel. Ce n'est qu'après l'acquisition de celui-ci par la Milton Bradley Company (MB), qu'il est rebaptisé Twister. Depuis 1984, le jeu est édité par Hasbro.
Malgré le succès de leur invention, Charles Foley et Neil Rabens n'en tirent que peu de bénéfices. Foley continue toutefois à créer des jeux, déposant 97 brevets au cours de sa carrière.
Atteint de la maladie d'Alzheimer, il meurt à St Louis Park le 1er juillet 2013, âgé de 82 ans. 